# Thunor rathbunae
Thunor rathbunae är en kräftdjursart. Thunor rathbunae ingår i släktet Thunor och familjen Alpheidae. Inga underarter finns listade i Catalogue of Life.